# Edificio ABC (Zimbabue)
African Banking Corporation Building (simplemente ABC Building)es un rascacielos de 141,1 metros (463 pies) sin construir en Zvishavane, Zimbabue. Estaba previsto que estuviera terminado en 1976. Si se hubiera completado, habría sido la estructura más alta de Zimbabue.